# Kurfürst Friedrich Wilhelm
Die Kurfürst Friedrich Wilhelm war ein Panzerschiff, 1899 neu als Linienschiff klassifiziert, der Brandenburg-Klasse der Kaiserlichen Marine. Schwesterschiffe waren Brandenburg, Weißenburg und Wörth. Obwohl die Kurfürst Friedrich Wilhelm das Typschiff der Klasse war, wurde jene entgegen der üblichen Praxis nach ihrem Schwesterschiff Brandenburg benannt.
Nach Einsatz in der Flotte und 1900/1901 auch vor China wurde das Schiff im September 1910 mit dem Schwesterschiff Weißenburg an das Osmanische Reich verkauft, wo es unter dem neuen Namen Barbaros Hayreddin, benannt nach einem osmanischen Admiral des 16. Jahrhunderts, bis zur Versenkung am 8. August 1915 in den Dardanellen durch ein britisches U-Boot Dienst tat.

## Baugeschichte
1888, nach dem Regierungsantritt von Kaiser Wilhelm II. begann die Planung für die vier großen Panzerschiffe der Brandenburg-Klasse, die vom Chefkonstrukteur der Kaiserlichen Marine, Alfred Dietrich, entworfen wurden.

## Technische Daten
Die Schiffe waren 116 m lang und 19,5 m breit und hatten 7,9 m Tiefgang. Die Wasserverdrängung betrug maximal 10.670 Tonnen, die Besatzungsstärke 568 bis 591 Mann. Zwei Verbunddampfmaschinen mit dreifacher Dampfdehnung und zusammen 9686 PS verliehen ihnen eine Geschwindigkeit von bis zu 16,9 Knoten. Der Aktionsradius betrug 4300 Seemeilen bei 10 Knoten Marschgeschwindigkeit.
Die vier Schiffe waren die ersten deutschen Kriegsschiffe, die in größerem Umfang mit einer aus Nickelstahl bestehenden Gürtelpanzerung ausgestattet waren. Der Gürtelpanzer war 30–40 cm dick und reichte bis 114 cm unter und 84 cm über die Wasserlinie. Die Deckpanzerung betrug 6 cm, die der Barbetten 30 cm. Die Schiffe waren sehr manövrierfähig, bei Seegang aber sehr nass, nahmen also viel Wasser über. Später wurden sie die ersten mit Funk ausgestatteten Schiffe der deutschen Marine.
Die Hauptbewaffnung bestand aus sechs 28-cm-Geschützen in drei Doppelbarbetten (je eine vorn, mittschiffs und achtern), wobei die Rohrlänge in der mittschiffs gelegenen Barbette kürzer als bei denen vorn und achtern war. Hinzu kamen sechs (später acht) 10,5-cm-Schnellladekanonen in seitlichen Kasematten, acht 8,8-cm-Schnellladekanonen, zwölf 3,7-cm-Maschinenkanonen und sechs 45-cm-Torpedorohre. Die schweren Geschütze konnten nur in Mittschiffsposition geladen werden, und ihre Feuergeschwindigkeit war langsam, sobald die im Turm geladene Bereitschaftsmunition verbraucht war. Die Anordnung der schweren Artillerie in drei Doppelbarbetten auf der Mittschiffslinie war fortschrittlich, da dies Breitseitenfeuer mit allen Geschützen nach beiden Seiten ermöglichte. Bei der darauf folgenden sogenannten Kaiser-Friedrich-Klasse ging man wieder auf das kleinere Kaliber von 24 cm und lediglich vier Geschütze vorn und achtern zurück.

## Einsatzgeschichte
Die Kurfürst Friedrich Wilhelm wurde 1890 bei der Kaiserlichen Werft in Wilhelmshaven auf Kiel gelegt, am 30. Juni 1891 als erstes Schiff der neuen Klasse in Anwesenheit des Kaiserpaares getauft und vom Stapel gelassen, aber erst am 29. April 1894 als drittes Schiff der Klasse in Dienst gestellt. Namensgeber für das Schiff war der Kurfürst Friedrich Wilhelm, der die erste brandenburgische Flotte gründete, Kolonien erwarb und als der „Große Kurfürst“ in die Geschichte einging.
Vor der Kurfürst Friedrich Wilhelm waren bereits die Schwesterschiffe Brandenburg, nach der die Klasse allgemein bezeichnet wird, und die Wörth in Dienst gestellt worden. Während der Erprobung ereigneten sich etliche Unfälle und der erste Kommandant erlitt dabei einen Herzschlag.

### Flottendienst
Die Kurfürst Friedrich Wilhelm wurde am 16. November Flaggschiff der I. Division des Manövergeschwaders. Mit der Indienststellung der Brandenburg-Klasse gab die Kaiserliche Marine die Außerdienststellung ihrer Hauptkampfschiffe im Winter endgültig auf. Am 5. Dezember 1894 begann die erste Auslandsreise der Kurfürst Friedrich Wilhelm als Flaggschiff der Flotte nach Schweden, wo die I. Division vom 7. bis 11. Dezember in Vaxholm vor Stockholm lag, während die II. Division Karlskrona besuchte. Auf dem Rückmarsch führten die Verbände noch ein Manöver durch. Am 19. Dezember ging das Schiff dann in die Werft, um u. a. die Schornsteine erhöhen zu lassen. 1895 führte die erste größere Fahrt die Kurfürst Friedrich Wilhelm sie Ende März zusammen mit der Brandenburg bis zu den Shetlandinseln. Im Mai folgte eine Fahrt bis nach Kirkwall und im Juni die Einweihung des Kaiser-Wilhelm-Kanals. Am 1. Juli begann dann eine Atlantikreise der Division bis nach Nordspanien. Der Rückmarsch erfolgte ab dem 27. von Vigo über Queenstown nach Cowes, wo sich der Kaiser mit seiner Yacht und der Gefion aufhielt. Am 10. August traf die Division wieder in Wilhelmshaven ein und begann mit den üblichen Manövern in der Nordsee, wo der Mangel an Aufklärungsschiffen offenbar war, obwohl man von der Hapag den Schnelldampfer Normannia gechartert hatte. Im November ging die Kurfürst Friedrich Wilhelm mit den Panzerschiffen Württemberg und Sachsen sowie dem Aviso Wacht noch zu einem Besuch nach Göteborg.
1896 besuchte die Kurfürst Friedrich Wilhelm im Rahmen der Ausbildung- und Besuchsfahrten des jetzt I. Geschwaders Ende April Vlissingen in den Niederlanden und im Mai Bergen (Norwegen), wurde vom chinesischen Vizekönig Li Hongzhang in Begleitung des Kaisers besichtigt und nahm im September an einer Flottenparade vor dem russischen Zaren Nikolaus in Kiel teil. 1897 war der spätere Flottenchef Reinhard Scheer Navigationsoffizier des Schiffes und des Geschwaders. Die bedeutendste Reise erfolgte im August zur Begleitung des Kaiserpaares nach Kronstadt zu einem Besuch bei der Zarenfamilie. 1898 erfolgte eine Manöverreise mit der ersten Umrundung der britischen Insel durch eine Kriegsflotte seit den Zeiten der Armada mit Stops in Queenstown, Greenock und Kirkwall und vom 9. bis 13. Dezember noch ein Aufenthalt in Kungsbacka.
Am 27. Februar 1899 wurden die vier Schiffe der Brandenburg-Klasse zu Linienschiffen gemäß dem Flottengesetz erklärt. Im Mai fand wieder eine Atlantikreise statt, die am 8. Mai über Falmouth (Cornwall) bis nach Lissabon (12.) führte. Um den deutschen Eindruck auf die Portugiesen etwas einzugrenzen, lief einen Tag später auch ein Teil der britischen Atlantikflotte mit acht Linienschiffen und vier Panzerkreuzern in der portugiesischen Hauptstadt ein. Die Kurfürst Friedrich Wilhelm wurde während des Besuches durch den portugiesischen König Karl I. besichtigt. Zum Abschluss der Reise nahm die Division noch an einer Parade vor Dover am 24. Mai zu Ehren des 80. Geburtstages der britischen Königin Victoria teil und kehrte dann am 31. Mai nach Kiel zurück. Im Dezember 1899 erfolgte noch ein Besuch der Division in Kristiansand.
Für Kurfürst Friedrich Wilhelm folgten um die Jahreswende und im Neuen Jahr Werftaufenthalte. Die Übungsreise im Mai 1900 führte zu den Shetlands, in den Sognefjord und nach Bergen. Die anschließenden Manöver wurden abgebrochen, um sich auf den geplanten Auslandseinsatz vorzubereiten.

### Ostasieneinsatz

Die Kurfürst Friedrich Wilhelm

Während des Boxeraufstandes im Jahr 1900 belagerten diese das Gesandtschaftsviertel in Peking und ermordeten den deutschen Gesandten, Baron Clemens von Ketteler. Die weitverbreitete Gewalttätigkeit gegen die Europäer in China führte zu einer Allianz von acht Nationen gegen die nationalistische chinesische Bewegung, der neben Deutschland auch Großbritannien, Italien, Russland, Österreich-Ungarn, die Vereinigten Staaten, Frankreich und Japan angehörten. Die in China aktuell stationierten Soldaten waren aber zu wenige, um die Boxer zu besiegen. In Peking war es eine Truppe von etwas über 400 Mann der acht Nationen, die das Gesandtschaftsviertel verteidigte. Hauptelement der deutschen militärischen Macht in China war das Ostasiatische Kreuzergeschwader, das aus den Geschützten Kreuzern Kaiserin Augusta, Hansa und Hertha, den Kleinen Kreuzern Irene und Gefion sowie den Kanonenbooten Iltis und Jaguar bestand. Dazu gab es noch 500 deutsche Soldaten in Taku als Teil einer internationalen Truppe von etwa 2100 Mann, die unter der Führung des britischen Admirals Edward Seymour versuchten, Peking zu entsetzen, aber vom heftigen Widerstand der Boxer bei Tientsin gestoppt wurden.
Trotz der Einwände des Marineministers Admiral Alfred Tirpitz, der den Einsatz für unnötig und zu umfangreich hielt, wurde im Sommer 1900 die Kurfürst Friedrich Wilhelm als Flaggschiff von Konteradmiral Richard von Geißler gemeinsam mit ihren Schwesterschiffen der Brandenburg-Klasse der I. Division des Ersten Linienschiffsgeschwaders und dem Kleinen Kreuzer Hela nach Ostasien entsandt. Sie verließen Kiel am 9. Juli 1900 und Wilhelmshaven am 11., um die internationalen Streitkräfte in China zu unterstützen. Am 17./18. Juli bunkerte die Division in Gibraltar und passierte den Sueskanal am 26./27. , wo sich das Kanonenboot Luchs dem Verband anschloss. Vor Perim und in Aden bunkerten die Schiffe erneut, um am 2. August ohne Luchs die Überquerung des Indischen Ozean nach Colombo zu starten. Von dort lief der Verband weiter durch die Malakkastrasse nach Singapur, wo vom 19. bis 23. August die erste längere Pause während des Ausmarsches der Division gemacht wurde. Am 28. erreichte die Division dann Hongkong und am 30. August war sie auf der Reede von Wusung bei Shanghai und beteiligte sich an der „Blockade“ der chinesischen Marine, die Jangtse aufwärts keine Absichten hatte, gegen die überwältigenden internationalen Kräfte anzulaufen. Neben den vier deutschen Linienschiffen blockierten auch zwei britische den Ausgang aus dem Fluss neben einer Vielzahl von Kreuzern, Kanonen- und Torpedobooten aller Nationen. Die Belagerung des Gesandtschaftsviertels in Peking war inzwischen beendet.
Die Wörth lief bald weiter nach Taku, die übrigen drei Schiffe folgten erst Ende September in das Gelbe Meer. Sie sollten die bei Qinhuangdao und Shanhaiguan geplante Anlandung des Internationalen Expeditionskorps ab dem 3. Oktober unterstützen. Gleichzeitig lösten die Landungskorps der Linienschiffe die Matrosen des Kreuzergeschwaders dort an Land ab. Ab Ende Oktober kehrten die Schiffe einzeln wieder auf die Reede von Wusung zurück. Nur ein Schiff blieb meist im Gelben Meer. Dockliegezeiten wurden für alle Schiffe vereinbart und auch der beim Kreuzergeschwader übliche Austausch eines Teiles der Besatzungen geplant. Gleichzeitig verstärkte die Marine ihre Forderungen nach Abzug der Division mangels echter Aufgaben. Kurfürst Friedrich Wilhelm ging vom 4. bis zum 23. Januar 1901 in das Dock in Nagasaki. Anschließend machte sie als einziges der Linienschiffe noch eine Fahrt Jangtse aufwärts bis nach Nanjing zum Besuch des dortigen chinesischen Generalgouverneurs. Im März war dann die ganze Division zeitweise in Tsingtau versammelt, um die neu eingetroffenen Besatzungsteile zu übernehmen und bei kleinen Übungen mit den Aufgaben vertraut zu machen. Am 26. Mai traf dann der Heimreisebefehl für die gesamte Linienschiffsdivision ein, obwohl das Auswärtige Amt den Verbleib zweier Schiffe vor China forderte.
Am 1. Juni 1901 trat der deutsche Verband mit den vier Linienschiffen und der Hela den Rückmarsch in die Heimat an, die am 11. August erreicht wurde. Auf der Rückfahrt gab es längere Aufenthalte in Singapur und Colombo, wo der deutsche Oberkommandierende der Internationalen Truppen, Generalfeldmarschall Alfred Graf Waldersee, auf seiner Heimreise auf der Gera, die Division überholte. Im Marsch gegen den Monsun lief die Division zur Sicherheit Mahé (Seychellen) als zusätzliche Kohlenstation an. Nach Marsch über Aden und Port Said traf die Division dann am 1. August in Cádiz mit der neuen I. Division des I. Geschwaders unter Prinz Heinrich von Preußen auf der Kaiser Wilhelm der Große zusammen und beide Divisionen liefen dann gemeinsam in die Heimat. Der gesamte Einsatz war äußerst kostspielig, da auf den Märschen nach und von Ostasien auf fremde Kohlenstationen zurückgegriffen werden musste. Auch wurden diese Schiffe für die Einsätze während des Boxeraufstandes eigentlich nicht benötigt. Der demonstrative Charakter des Einsatzes, der das Reich über 100 Millionen Mark kostete, war offensichtlich. Keine andere Nation setzte in ähnlichem Umfang ihre Kräfte ein.

### Wieder Flottendienst
Die Kurfürst Friedrich Wilhelm wurde ab 1902 mehrfach umgebaut, so um acht (statt sechs) der 10,5-cm-Kasemattgeschütze zu erhalten und die Kohlebunkerkapazitat zu erhöhen. 1906 waren die vier Schiffe veraltet, was jedoch weniger mit dem Bau der Dreadnought zu tun hat, die gern in diesem Zusammenhang aufgeführt wird. Diese war damals ein Einzelschiff mit etlichen Kinderkrankheiten. Die Schiffe der Brandenburg-Klasse hatten eine veraltete Panzerung und veraltete Geschütze, die in der Feuergeschwindigkeit und Reichweite mit moderneren Waffen nicht mehr mithalten konnten. Auch war ihre Geschwindigkeit nicht mehr zeitgemäß. Von 1907 an wurde die Kurfürst Friedrich Wilhelm nur noch zu Ausbildungszwecken in der Reserveflotte der Nordsee eingesetzt.

## Osmanisches Reich und Erster Weltkrieg

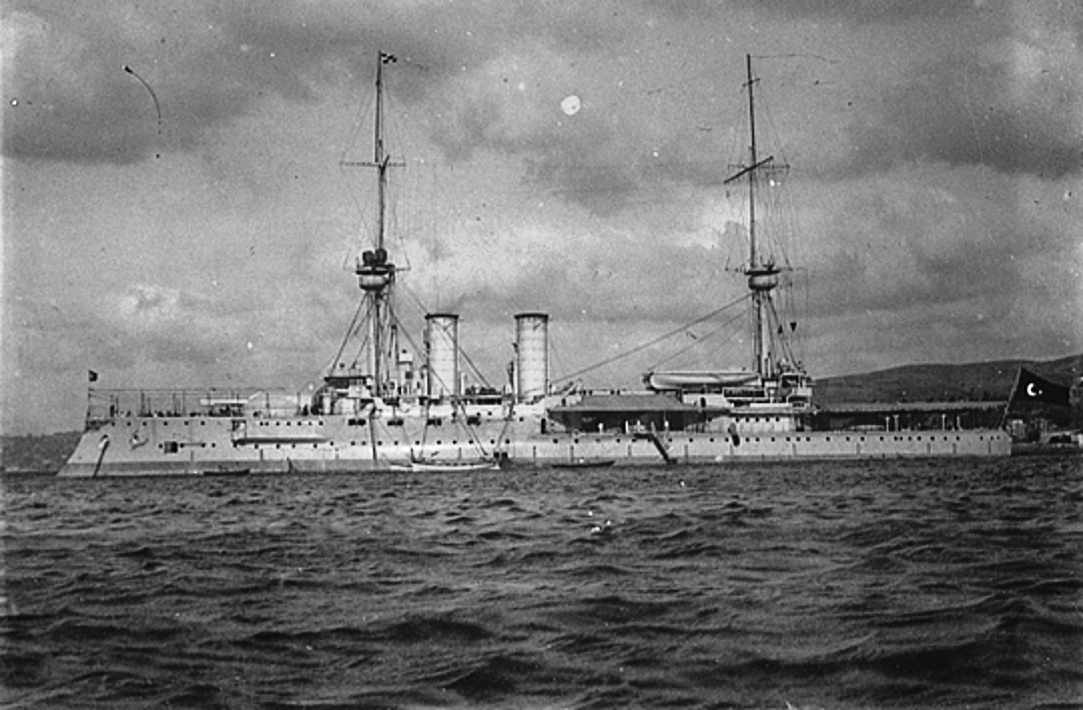
Flottenflaggschiff Barbaros Hayreddin

Am 12. September 1910 wurde das Schiff für 9 Millionen Mark an das Osmanische Reich verkauft, wo es dann unter dem neuen Namen Barbaros Hayreddin, nach dem früheren Oberbefehlshaber (Kapudan Pascha) der osmanischen Marine Khair ad-Din Barbarossa (1534–1546), Dienst versah. Das Schwesterschiff Weißenburg wurde gleichzeitig verkauft und hieß danach Torgud Reis.

### Balkankriege
Im Ersten Balkankrieg bombardierte die Barbaros Hayreddin mit dem alten Linienschiff Mesudiye am 17. November 1912 bulgarische Truppen in der Nähe der türkischen Stellungen bei Çatalca. Es boten sich zwar nur wenige lohnende Ziele, aber der moralische Effekt war erheblich. Am 16. Dezember 1912 versuchte die osmanische Marine unter Ramiz Bey mit den Linienschiffen Barbaros Hayreddin, Torgud Reis und Mesudiye, dem Kreuzer Mecidiye und drei Zerstörern aus den Dardanellen auszubrechen, um Seekrieg in der Ägäis zu führen. Im Gefecht von Elli scheiterte der Versuch allein am Panzerkreuzer Georgios Averoff unter Konteradmiral Pavlos Koundouriotis und den Zerstörern Aetos, Ierax und Pantir. Koundouriotis trennte sich mit seinen schnellen Einheiten von seinen drei alten Linienschiffen Spetsai, Hydra und Psara und stoppte die osmanische Flotte. Er konzentrierte sein Feuer auf das Flaggschiff Barbaros Hayreddin, das sieben Tote und vierzehn Verwundete zu beklagen hatte. Dazu kamen noch acht Tote und 20 Verwundete auf der Torgud Reis sowie drei Tote und sieben Verwundete auf der Mesudiye. Auch die Mecidiye wurde leicht beschädigt. Die Osmanen zogen sich fluchtartig in die Dardanellen zurück.
Auch ein zweiter Versuch der osmanischen Marine am 18. Januar 1913, aus den Dardanellen auszubrechen, scheiterte im Gefecht von Lemnos. Der erneut unter Ramiz Bey von den Linienschiffen Barbaros Hayreddin, Torgud Reis und Mesudiye, dem Kreuzer Mecidiye und fünf Zerstörern unternommene Versuch scheiterte etwa vier Stunden nach dem Ausbruch aus den Dardanellen im Feuer des griechischen Geschwaders unter Konteradmiral Koundouriotis mit der Georgios Averoff, den alten Linienschiffen Spetsai, Hydra und Psara sowie sieben Zerstörern, da der griechische Admiral nicht, wie von den Türken erwartet und seiner eigenen Regierung befohlen, die Georgios Averoff zur Verfolgung der fünf Tage zuvor allein ausgebrochenen Hamidiye entsandt hatte. Als sie etwa drei Stunden nach dem Passieren des Dardanellenausgangs auf Gefechtsdistanz an die Türken herangekommen waren, drehten die Mecidiye und die Zerstörer sofort ab und die Mesudiye bald nach Treffern von Hydra und Psara. Nach 20-minütigem Gefecht traf eine Salve der Georgios Averoff die Barbaros Hayreddin und zerstörte deren mittleren Turm, worauf sie beidrehte. Nach wenigen Minuten folgte ihr die Torgud Reis. Die Georgios Averoff folgte ihnen noch über zwei Stunden und konnte sich durch ihre höhere Geschwindigkeit in günstige Positionen für weitere Treffer bringen. Die Barbaros Hayreddin erlitt über 20 Treffer, hatte große Teile ihrer Artillerie zerstört und 32 Tote und 45 Verwundete zu beklagen. Die Torgud Reis hatte ein Leck und weitere Schäden durch siebzehn Treffer, die neun Tote und 49 Verwundete verursachten. Auch die Mesudiye hatte etliche Treffer erhalten und beklagte 68 Ausfälle.
Am 8. Februar 1913 unterstützte die Osmanische Marine einen amphibischen Angriff Şarköy am Nordufer des Marmarameeres nahe Tekirdağ, wohin bulgarische Truppen im Dezember durchgebrochen waren. Die Barbaros Hayreddin und die Torgud Reis lagen etwa einen Kilometer vor der Küste und unterstützen mit anderen Schiffen die Landtruppen. Der Angriff war nicht erfolgreich, aber die Schiffe deckten sehr erfolgreich den Rückzug der osmanischen Landtruppen mit ihren Geschützen.
Im März 1913 wurde die Barbaros Hayreddin wieder im Schwarzen Meer zur Unterstützung der Front bei Çatalca eingesetzt. Am 26. März stoppte sie mit ihrer schweren und mittleren Artillerie zusammen mit der Torgud Reis einen Vorstoß der Bulgaren. Am 30. März erfolgte der nächste Einsatz, bei dem ein türkischer Angriff unterstützt wurde.

### Weltkrieg
Im Ersten Weltkrieg gab die Barbaros Hayreddin einige Geschütze an die Küstenverteidigung der Dardanellen ab. Vom 3. November 1914 bis 10. Mai 1915 stand sie auf deutscher Seite unter dem Kommando des Korvettenkapitäns Joachim von Arnim (1876–1933). Sie wurde am 8. August 1915 unter dem deutschen Kommandanten Hermann Lorey, welcher das Kommando von von Armin übernommen hatte, auf dem Weg in die Dardanellen durch einen Torpedo des britischen U-Bootes E11 vor Bolayır am Nordende der Halbinsel Gallipoli im Marmarameer versenkt. Es gab 253 Tote.

## Kommandanten
Die Kommandanten der Kurfürst Friedrich Wilhelm während ihrer Dienstzeit in der Kaiserlichen Marine in chronologischer Reihenfolge:
| 29. April bis Juni 1894                  | Kapitän zur See Jean Valette (†)                     |
| Juni bis 5. September 1894               | Kapitän zur See Rudolf Rittmeyer                     |
| 1. November 1894 bis September 1895      | Kapitän zur See Oscar Boeters                        |
| Oktober 1895                             | Korvettenkapitän Otto Hoepner (in Vertretung)        |
| Oktober 1895 bis September 1897          | Kapitän zur See Friedrich von Baudissin              |
| September 1897 bis Oktober 1899          | Kapitän zur See Karl Galster                         |
| Oktober 1899 bis September 1901          | Kapitän zur See Henning von Holtzendorff             |
| September 1901 bis 14. Oktober 1902      | Kapitän zur See Johannes Wallmann                    |
| 14. Dezember 1905 bis Oktober 1906       | Fregattenkapitän / Kapitän zur See Karl von Levetzow |
| Oktober 1906                             | Korvettenkapitän Franz Brüninghaus (in Vertretung)   |
| Oktober 1906 bis September 1908          | Kapitän zur See Friedrich Marwede                    |
| 30. September 1908 bis 30. November 1909 | Kapitän zur See Leo Jacobson                         |
| 30. November 1909 bis September 1910     | Fregattenkapitän / Kapitän zur See Hans Uthemann     |

## Deutsche Kommandanten
- Korvettenkapitän Joachim von Arnim: von November 1914 bis Mai 1915
- Korvettenkapitän Hermann Lorey: von Mai 1915 bis August 1915 (Untergang)